# 太田名部防潮堤

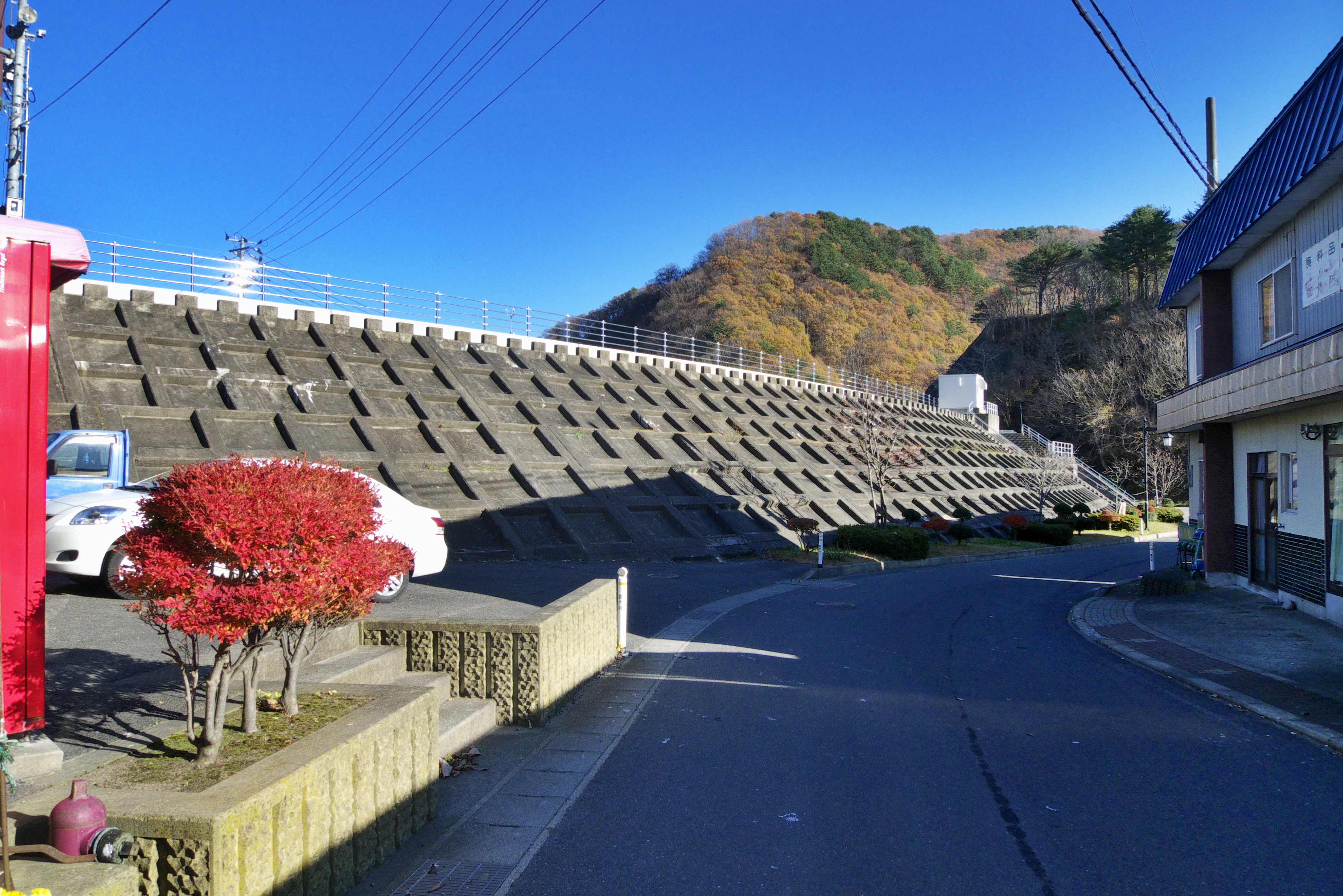
太田名部防潮堤

太田名部防潮堤（おおたなべぼうちょうてい）は、岩手県下閉伊郡普代村にある防潮堤である。高さ15.5m、延長155m。

## 解説
2011年の東日本大震災の際、この太田名部防潮堤は普代水門とともに住宅地や集落中心部への津波到達を防いだため、普代村における震災の人的被害は船の様子を見るため防潮堤の外に出た行方不明者1人のみで、それ以外の死者はゼロ、被災民家も無かった。今回の震災において、宮古市田老地区（旧田老町）の高さ10メートルの大型防潮堤をはじめとする各地の水防施設が越水・破損により機能不全に陥る中、沿岸部で機能した数少ない堤防であった。